# Hertugdømmet Berry
Hertugdømmet Berry var et fransk hertugdømme dækkende den tidligere franske provins af samme navn. Titlen som "hertug af Berry" blev rutinemæssigt tildelt yngre medlemmer af den franske kongefamlie. Senest har den indgået i den officielle titel for den legitimistiske tronprætendent Louis Alphonse de Bourbon.